# 1721 en santé et médecine
| Années de la santé et de la médecine : 1718 - 1719 - 1720 - 1721 - 1722 - 1723 - 1724    |
| Décennies de la santé et de la médecine : 1690 - 1700 - 1710 - 1720 - 1730 - 1740 - 1750 |

Cet article présente les faits marquants de l'année 1721 en santé et médecine.

## Événements

### Angleterre
- L'imprimeur londonien Thomas Guy fonde le Guy's Hospital dans son quartier de naissance, à Southwark immédiatement au sud de la Cité de Londres près du London Bridge[1].
- L'écrivain britannique Mary Wortley Montagu importe la technique de la variolisation en Angleterre[2].

### France
- Fin de l'épidémie de peste à Martigues (Bouches-du-Rhône, France)[3].
- À Bordeaux, les Chartreux « assignent en justice un commerçant de la ville. Selon la requête du père syndic du couvent des Chartrons, l’apothicaire débite, dans les îles d’Amérique, des fioles illégalement estampillées “Eau de Mélisse des Carmes” »[4].

## Décès

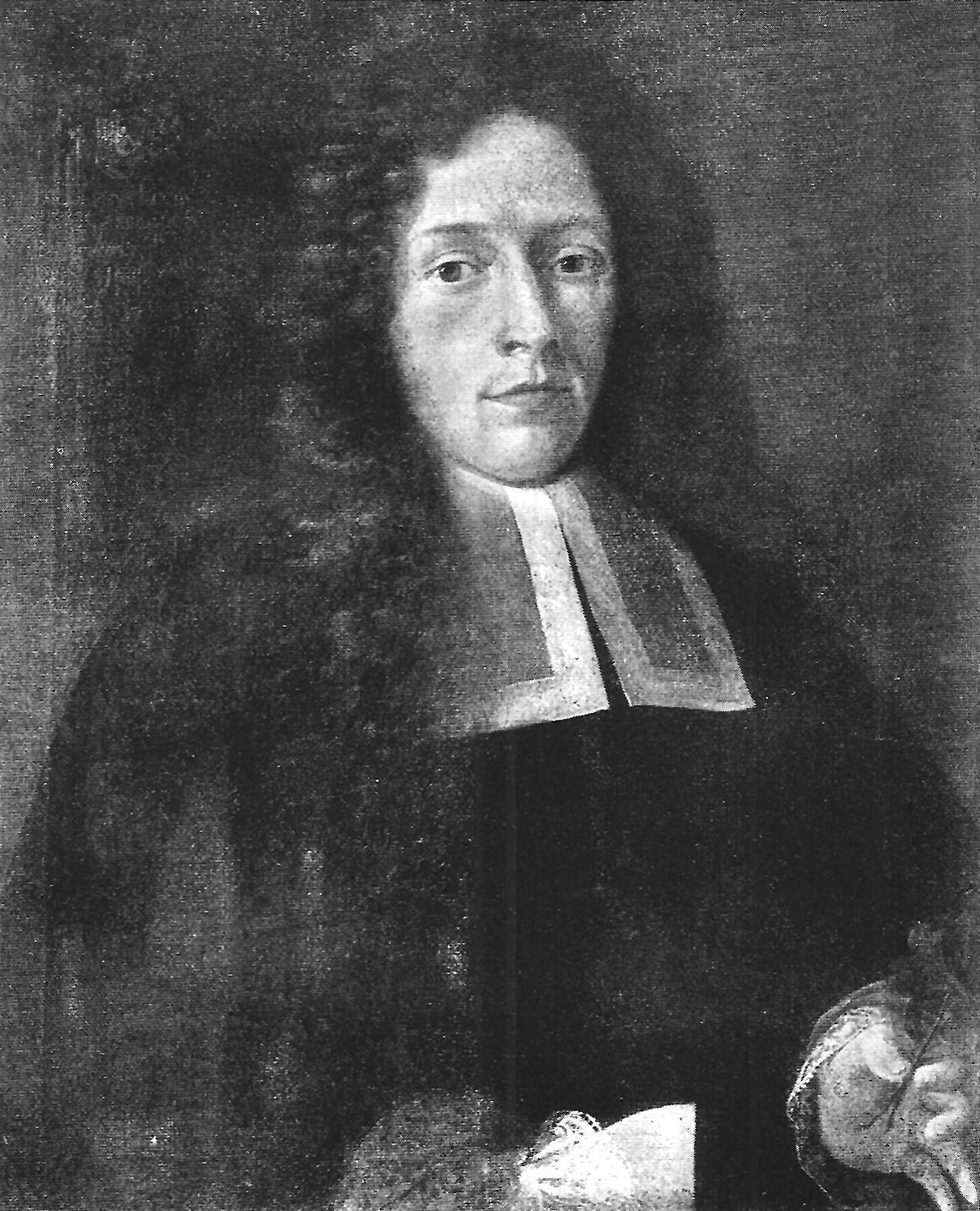
Rudolf Jakob Camerarius par

- 11 septembre : Rudolf Jakob Camerarius (né en 1665), médecin et botaniste allemand[5].